# Linac-4
L'accélérateur linéaire 4 (ou Linac-4) est un accélérateur linéaire de particules inauguré par le CERN en mai 2017 et conçu pour porter des ions d’hydrogène négatifs à des énergies élevées. 
Il mesure 90 mètres et est enfoui à 12 mètres sous terre. Il est le fruit de la coopération entre trois laboratoires français (CEA/Irfu et du CNRS). Sa conception aura pris une dizaine d'années.
Linac-4 est un injecteur permettant de donner l'accélération initiale aux particules données, destinées à être injectées dans le Grand collisionneur de hadrons.